# Loài bảo trợ

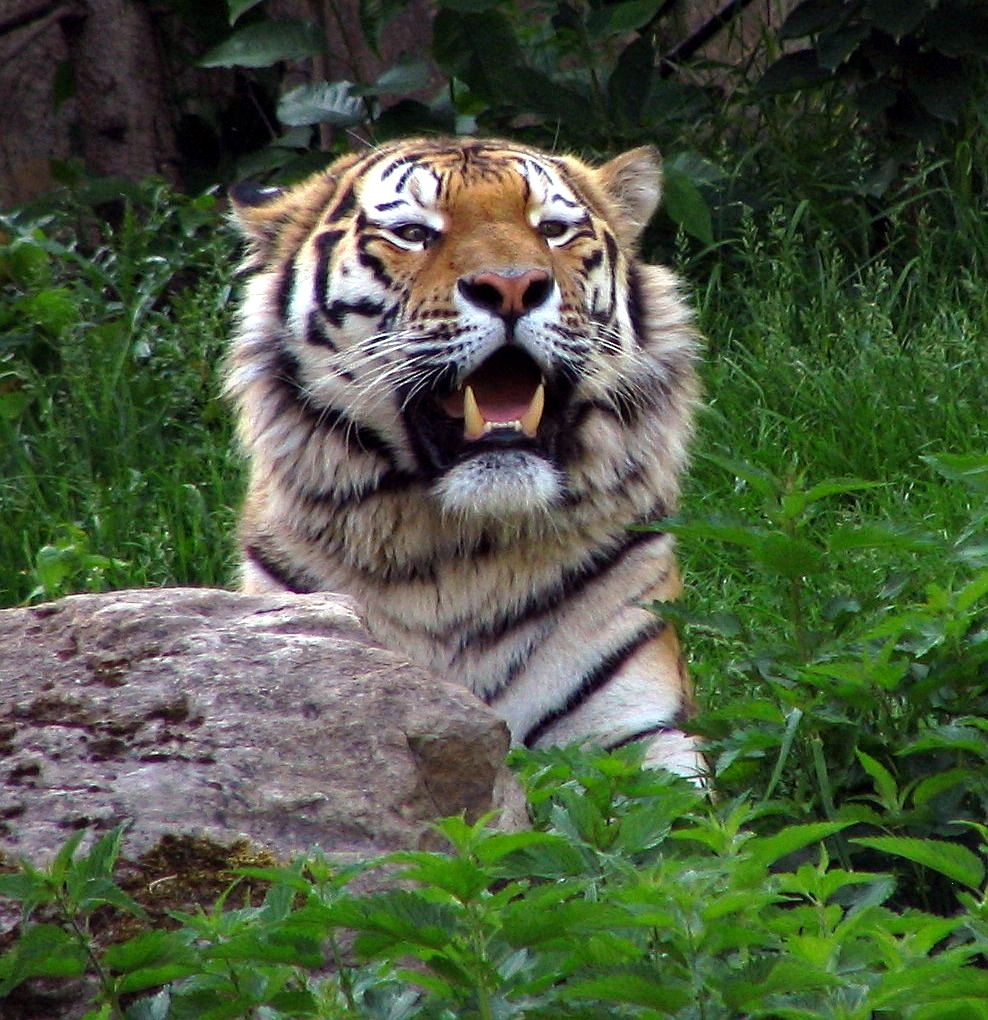
Hổ là loài bảo trợ của hệ sinh thái nơi chúng hiện diện, ở châu Á chúng cũng được coi là loài chủ chốt và là loài biểu trưng

Loài bảo trợ (hay cũng còn gọi là loài bảo hộ hay là loài chủ chốt) là một thuật ngữ sinh thái học chỉ về một hoặc một vài loài nào đó có vai trò kiểm soát và chế ngự sự phát triển của các loài khác có chung hệ sinh thái, duy trì sự ổn định của quần xã sinh vật. Vai trò của loài bảo trợ là đảm bảo sự đa dạng của quần xã nơi nó hiện diện Chúng một mặt có giá trị góp phần điều hoà, kiểm soát số lượng cá thể các quần thể con mồi, nhất là các loài ăn cỏ, giúp cân bằng sinh thái tự nhiên, gián tiếp giúp cho quần thể thực vật được bảo vệ, mặt khác, loài bảo trợ có vai trò chế ngự các loài thú ăn thịt bậc trung, không để chúng trỗi dậy, mà sẽ tàn sát các sinh vật nhỏ yếu hơn với sự ranh mãnh của chúng. Nếu loài bảo trợ biến mất khỏi quần xã thì quần xã sẽ rơi vào trạng thái bị xáo trộn và dễ rơi vào tình trạng mất cân bằng.
Đây là loài được tự nhiên lựa chọn để làm nhiệm vụ bảo tồn, chúng sẽ bảo vệ những loài gián tiếp bảo vệ nhiều loài khác tạo nên các cộng đồng sinh thái của môi trường sống của nó. Loài bảo trợ ở một góc độ nào đó còn giúp kiềm chế và đẩy lùi các loài du nhập hay loài xâm lấn. Sự hiện diện của nhiều loài bảo trợ là sự biểu hiện của một hệ sinh thái có độ đề kháng mạnh. Những hệ sinh thái thiếu vắng các loài bảo trợ thường là những thiên đường mong manh trước áp lực của các loài xâm lân, chẳng hạn như hệ động vật New Zealand. Các loài bảo trợ thông thường là những động vật ăn thịt đầu bảng, đứng đầu chuỗi thức ăn, có vị trí thứ bậc cao, chẳng hạn như loài hổ ở các khu rừng già của châu Á, hay loài báo đốm ở vùng rừng rậm Nam Mỹ hay loài sói xám-siêu dã thú ở Bắc Mỹ.

## Định nghĩa

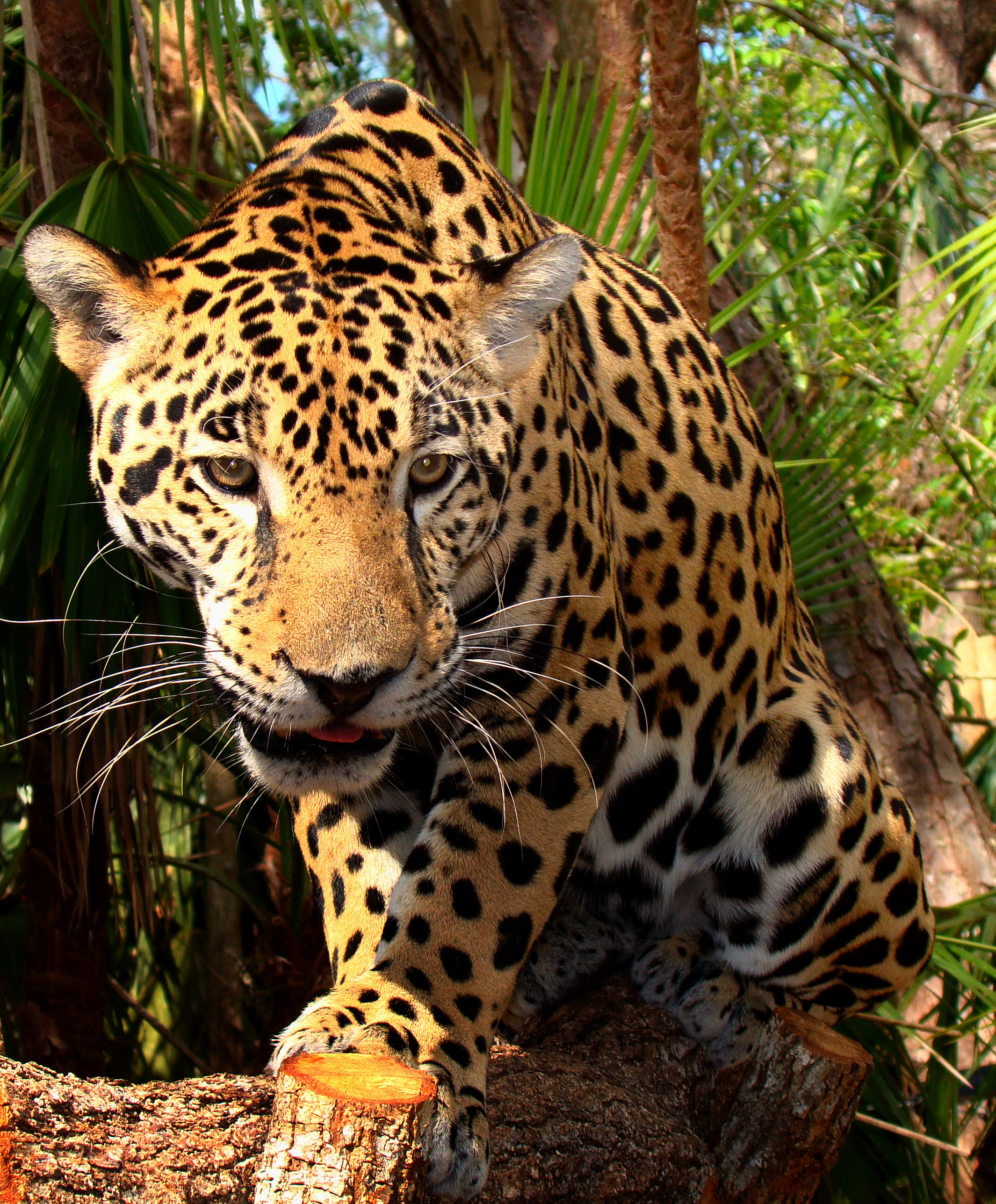
Báo đốm, loài bảo trợ ở những khu rừng Nam Mỹ

Các loài bảo trợ thường là một loài chủ lực có vai trò bảo tồn mang lại lợi ích cho các loài khác hoặc là một loài chủ chốt có thể được nhắm mục tiêu để bảo tồn do tác động của nó đối với một hệ sinh thái. Tổng quát hơn, một loài bảo trợ xác định khu vực bảo tồn, chúng thường là đại diện của các loài khác trong môi trường sống của chúng, là một loài dễ quan sát và được biết đến. Trong tiếng Anh, thuật ngữ loài bảo trợ còn được gọi là Umbrella species trong đó từ Umbrella (hay Parasol) có nghĩa là cái ô hay cái dù che, ngụ ý chỉ về sự che chở. Hai định nghĩa được sử dụng phổ biến về loài bảo trợ là:
- A: Một loài có phạm vi phân bố rộng có tác động lớn bao gồm cả các loài khác[3]
- B: Một loài có phạm vi phân bố trên diện rộng mà để bảo vệ loài này thì cũng có nghĩa sẽ bảo vệ các loài khác có cùng môi trường sống[4][5]

Các mô tả khác bao gồm:
- A: Việc bảo vệ các loài bảo trợ sẽ tạo cơ chế tự động kéo dài sự bảo vệ đối với các loài khác[6]
- B: Các loài bảo trợ truyền thống, liên quan trên diện rộng và phạm vi phân bố tự nhiên rộng rãi ở mức độ cao của các loài động vật có xương sống[7].

Khái niệm về một loài bảo trợ được tiếp tục sử dụng để tạo ra các hành lang động vật hoang dã với những gì được gọi là loài đầu mối. Những loài đầu mối này được chọn vì một số lý do và rơi vào một số loại, thường được đo bằng tiềm năng của chúng cho hiệu ứng bảo trợ. Bằng cách lựa chọn cẩn thận các loài dựa trên tiêu chí này, một môi trường sống được liên kết hoặc nối mạng có thể được tạo ra từ các hành lang đơn loài Những tiêu chí này được xác định với sự hỗ trợ của các hệ thống thông tin địa lý ở quy mô lớn hơn. Bất kể vị trí hoặc quy mô bảo tồn, hiệu ứng bảo trợ là một phép đo tác động của một loài đối với người khác và là một phần quan trọng trong việc xác định phương pháp tiếp cận.
Loài bảo trợ sẽ tạo hiệu ứng bảo trợ là sự bảo vệ mở rộng bởi sự hiện diện của một loài bảo trợ cho các loài khác trong cùng môi trường sống. Ví dụ điển hình về một loài bảo trợ và tác động của chúng được tóm tắt bởi Kimberly Andrews của Đại học Georgia:"Bảo vệ một loài như bọ ngựa có ứng dụng thực tế, vì các biện pháp bảo vệ sẽ có giá trị môi trường rộng vì hiệu ứng bảo trợ. Nghĩa là bảo vệ rắn chuông sẽ đảm bảo bảo vệ các loài động vật hoang dã khác sử dụng cùng môi trường sống nhưng ít nhạy cảm với sự phát triển hoặc đòi hỏi ít tài nguyên hơn." 

## Vai trò

### Bảo vệ cây cỏ
Các nhà khoa học đang nghiên cứu các loài thú săn mồi để hiểu về tác động của chúng đối với hệ sinh thái. Không có kẻ săn mồi, số phận của một cánh rừng cũng coi như sắp kết thúc. Vì khi các động vật ăn thịt biến mất, dân số của các loài ăn cỏ bùng phát, kéo theo việc phá hủy ồ ạt thảm thực vật rừng. Từng có một cuộc điều tra về tương quan lực lượng giữa động vật ăn cỏ và cây rừng trên một vài hòn đảo ở hồ Lago Guri, Venezuela. Chiếc hồ thủy điện này rộng 4.300 km2, được tạo ra năm 1986. Các nhà khoa học đã kiểm chứng hai giả thuyết đối lập về cấu trúc của hệ sinh thái: Giả thuyết đáy-đỉnh và giả thuyết đỉnh-đáy..
- Giả thuyết đáy - đỉnh: Thực vật (bậc dinh dưỡng thấp nhất trong hệ sinh thái) sẽ quyết định số lượng động vật ăn cỏ (ở bậc cao hơn). Đến lượt mình, các loài ăn cỏ sẽ chi phối đến quần thể động vật ăn thịt (bậc trên cùng) mà hệ sinh thái có thể nuôi dưỡng được.
- Giả thuyết đỉnh - đáy, động vật ăn thịt có vai trò trung tâm. Chúng giữ số loài ăn cỏ ở trong mức giới hạn. Các loài ăn cỏ sau đó lại tác động tới tính đa dạng loài của thực vật.

Sự vắng mặt của động vật ăn thịt đã ảnh hưởng nghiêm trọng tới hệ sinh thái trên các hòn đảo. Tại 6 hòn đảo nhỏ nhất trong hồ, khi nước dâng lên, động vật ăn thịt như báo đốm, rắn và chim cắt biến mất, động vật ăn cỏ như khỉ rú, giông mào và kiến ăn lá đã tăng lên từ 10 đến 100 lần so với trên đất liền, trong khi mật độ cây non lại chỉ bằng một nửa. Từ đó cho thấy sự biến đổi của động vật ở đỉnh của hệ sinh thái có thể điều chỉnh toàn bộ hệ thống. Theo đó, động vật ăn thịt đóng vai trò quan trọng trong việc duy trì đa dạng sinh học..
Một số lượng quá lớn động vật ăn cỏ có thể làm suy giảm sự phong phú về thành phần loài trong rừng, trong khi lại tạo ra tình trạng "dư thừa" các loài thực vật mà động vật không ăn được. Quá trình này đang xảy ra ở Bắc Mỹ và Malaysia. Tại Bắc Mỹ, quần thể hươu đang ngày càng phình ra, còn ở Malaysia thì lợn dại chạy rông khắp các cánh rừng. Kông có kẻ săn mồi, số phận của một cánh rừng cũng coi như sắp kết thúc. Vì khi các động vật ăn thịt biến mất, dân số của các loài ăn cỏ bùng phát, kéo theo việc phá hủy ồ ạt thảm thực vật rừng.

### Chế ngự sinh thái
Ở hầu hết hệ sinh thái, mỗi loài sinh vật sẽ ăn loài nào đó và bị loài khác ăn lại, có thể hình dung nó như một chiếc thang. Ở nấc thang trên cùng là thú săn mồi bậc cao (Top predator). Ở nấc thấp hơn là thú săn mồi bậc trung (Mesopredator) vốn có kích thước nhỏ hơn và là con mồi của thú săn mồi bậc cao. Trật tự cứ thế tiếp diễn cho đến nấc thang cuối cùng là cây cỏ. Thú săn mồi bậc cao hạn chế số lượng của thú săn mồi bậc trung. Nếu thú săn mồi bậc cao suy giảm số lượng hay biến mất hoàn toàn thì sự hạn chế này sẽ bị mất đi và do đó số lượng thú săn mồi bậc trung sẽ tăng lên và sẽ trở thành loài thống trị hệ sinh thái, đây chính là việc một loài động vật ăn thịt nhỏ hơn được phép tiếp quản hệ sinh thái khi một loài động vật ăn thịt lớn nhất biến mất. 

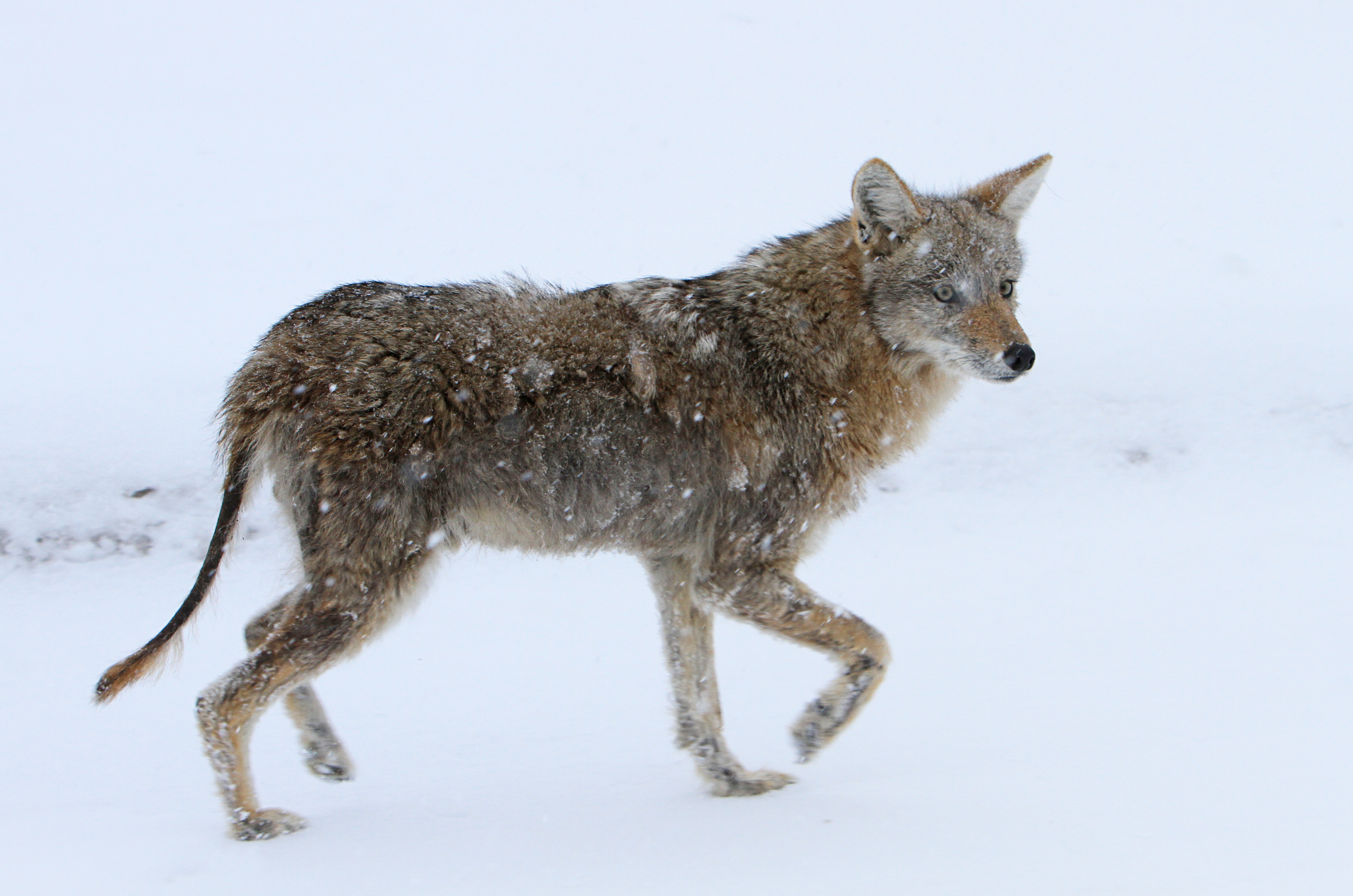
Sói đồng cỏ luôn sẵn sàng tiếp quản vị trí bỏ trống của dã thú hàng đầu

Nếu điều này xảy ra, những giống loài ở các nấc thang thấp hơn phải đối phó với thú săn mồi bậc trung vốn không có gì kiểm soát được, người ta gọi đây là Thuyết thú bậc trung thế vị (Mesopredator release hypothesis) theo cơ chế Hiệu ứng cuốn chiếu hay ảnh hưởng cuốn chiếu (Cascade effect) Tuy nhiên việc một loài thú săn mồi bậc cao quay trở lại cũng có thể gây xáo trộn. Thú săn mồi bậc cao có thể gây tác động nghiêm trọng đến thú săn mồi bậc trung hay những con mồi gần tuyệt chủng, chẳng hạn như về loài chó hoang và cuộc vật lộn sinh tồn của chúng trước sự xuất hiện trở lại của sư tử ở một số vùng ở châu Phi đã cho thấy hậu quả nghiêm trọng.
Khi thú săn mồi bậc trung trở thành loài xâm hại thì hậu quả sẽ rất nghiêm trọng. Ở vùng biển Caribe, khi loài xâm lấn cá sư tử xuất hiện thì chúng nhanh chóng hoành hành đe dọa các loài bản địa, nguyên nhân là do các loài cá mú, là loài có thể săn bắt và ăn cá sư tử thì bị con người đánh bắt quá mức và biến mất. Ở Úc đã mất ba mươi loài động vật có vú trong vòng 200 năm qua. Chỉ tính riêng ở Úc con số đó là một nửa toàn bộ số loài động vật có vú bị tuyệt chủng.

## Các loài bảo trợ

### Loài hổ
Các loài bảo trợ tiêu biểu thường là động vật ăn thịt đầu bảng, trong số đó, tiêu biểu là hổ, loài được mệnh danh là Chúa sơn lâm trong nhiều nền văn hóa. Hổ có vai trò then chốt trong hệ sinh thái nơi nó sinh sống. Ở vùng Viễn Đông của Nga, hổ Mãn Châu được coi là loài bảo trợ/loài chủ chốt do sự tác động của những con nai và heo rừng trong hệ sinh thái của chúng sinh sống, chúng giúp kiểm soát số lượng của hai loài này để đảm bảo rằng những khu rừng xanh tốt, cung cấp chỗ trú ngụ và thức ăn cho nhiều loài khác. Ở vùng Đông Nam Á, hổ Đông Dương, giúp điều chỉnh số lượng các loài thú ăn cỏ có kích thước lớn, mà các loài thú ăn cỏ này đã tạo ra một sức ép lên quần thể thực vật, bởi vì hổ là loài động vật ăn thịt cao nhất trong chuỗi thức ăn.
Hổ còn là loài ăn thịt đứng đầu chuỗi thức ăn tại nhiều hệ sinh thái châu Á, chúng đóng vai trò thiết yếu cho chức năng hữu hiệu của những phần khác trong các hệ sinh thái đó. Bảo vệ hổ và môi trường sống của hổ tức cũng giúp bảo vệ nhiều loài động vật có nguy cơ tuyệt chủng và môi trường sống của chúng. Việc phục hồi loài hổ đưa đến một cơ hội phát triển, ở những nơi mà các dịch vụ hệ sinh thái thường được cho là điều hiển nhiên như nước sạch, rừng và môi trường sống của động vật hoang dã cũng sẽ được coi trọng và bảo vệ, với đủ không gian sống, mồi và sự bảo vệ thì loài hổ có thể tiếp tục tồn tại.
Ở vùng Viễn Đông, loài hổ dường như là những kẻ săn mồi có ảnh hưởng nghiêm trọng duy nhất đối với những con sói xám. Chạm trán giữa sói và hổ cũng được ghi chép ở vùng Sikhote-Alin tại Viễn Đông Nga, nơi hổ thường tấn công sói hoặc đến mức tuyệt chủng cục bộ hoặc sói bị hổ chế ngự với số lượng thấp như vậy làm cho chúng trở thành một thành phần không đáng kể của hệ sinh thái nơi đây. Những con sói có khả năng thoát ra khỏi sự diệt trừ mang tính cạnh tranh của loài hổ chỉ khi những cuộc săn hổ của con người làm giảm số lượng hổ. Trong tự nhiên, các trường hợp đã được xác minh rằng loài hổ giết sói để ăn thịt rất hiếm và các cuộc tấn công có vẻ là để loại trừ đối thủ cạnh tranh tiềm tàng hơn là ăn thịt với ít nhất bốn bằng chứng cho thấy hổ đã giết chết những con sói mà không hề ăn thịt chúng.

### Loài sói
Tháng Ba năm 1995, công viên quốc gia Yellowstone (Đá Vàng) ở Mỹ nhận mười bốn con sói xám, được đưa đến bằng máy bay từ vùng núi Rockies thuộc Canada được thả vào công viên. Bang Idaho thì nhận 15 con. Các nhà khoa học đã cố gắng đưa sói xám trở lại môi trường sống tự nhiên của chúng để bảo tồn để những con sói với hàm răng và móng vuốt dính máu tươi này lại giúp giữ gìn cây cối trong vùng, và dường như sự trở lại của đàn sói đã có tác động kỳ diệu đối với toàn bộ hệ sinh thái của Yellowstone. Bầy sói đã nhanh chóng giành lấy vị trí thú săn mồi hàng đầu, và đóng vai trò quan trọng trong việc tái định hình hệ sinh thái. Chỉ trong vòng một thập kỷ đàn sói đã làm giảm số lượng của đàn nai sừng tấm là con mồi chính của chúng bị giảm xuống còn một nửa. Những con nai sừng tấm sống sót phải tránh lãnh địa của chúng và dạt ra ngoài bìa. Những cây thân gỗ như cây dương, cây liễu vốn bị loài nai sừng tấm nhai tỉa, giờ đây đã mọc sum suê trở lại.
Từ năm 1914, trong cố gắng nhằm bảo vệ quần thể nai sừng tấm ở Vườn quốc gia Yellowstone, Quốc hội Hoa Kỳ đã cho lập quỹ để sử dụng vào mục đích tiêu diệt chó sói, chó đồng cỏ và các động vật khác gây tổn hại cho nông nghiệp và gia súc trên các vùng đất công Sau khi chó sói bị tiêu diệt khỏi Yellowstone thì chó sói đồng cỏ nhanh chóng trở thành động vật ăn thịt hàng đầu. Tuy nhiên, do nó không thể hạ được những con thú lớn nên quần thú lớn trở nên què quặt và bệnh hoạn. Và sự mất sự kiểm soát của chó sói, loài chó sói đồng cỏ (cũng trở nên táo bạo và ngày càng đông đảo. Khi đó, những động vật có vú nhỏ đã trở thành đối tượng bị loài chó sói đồng cỏ đe dọa.

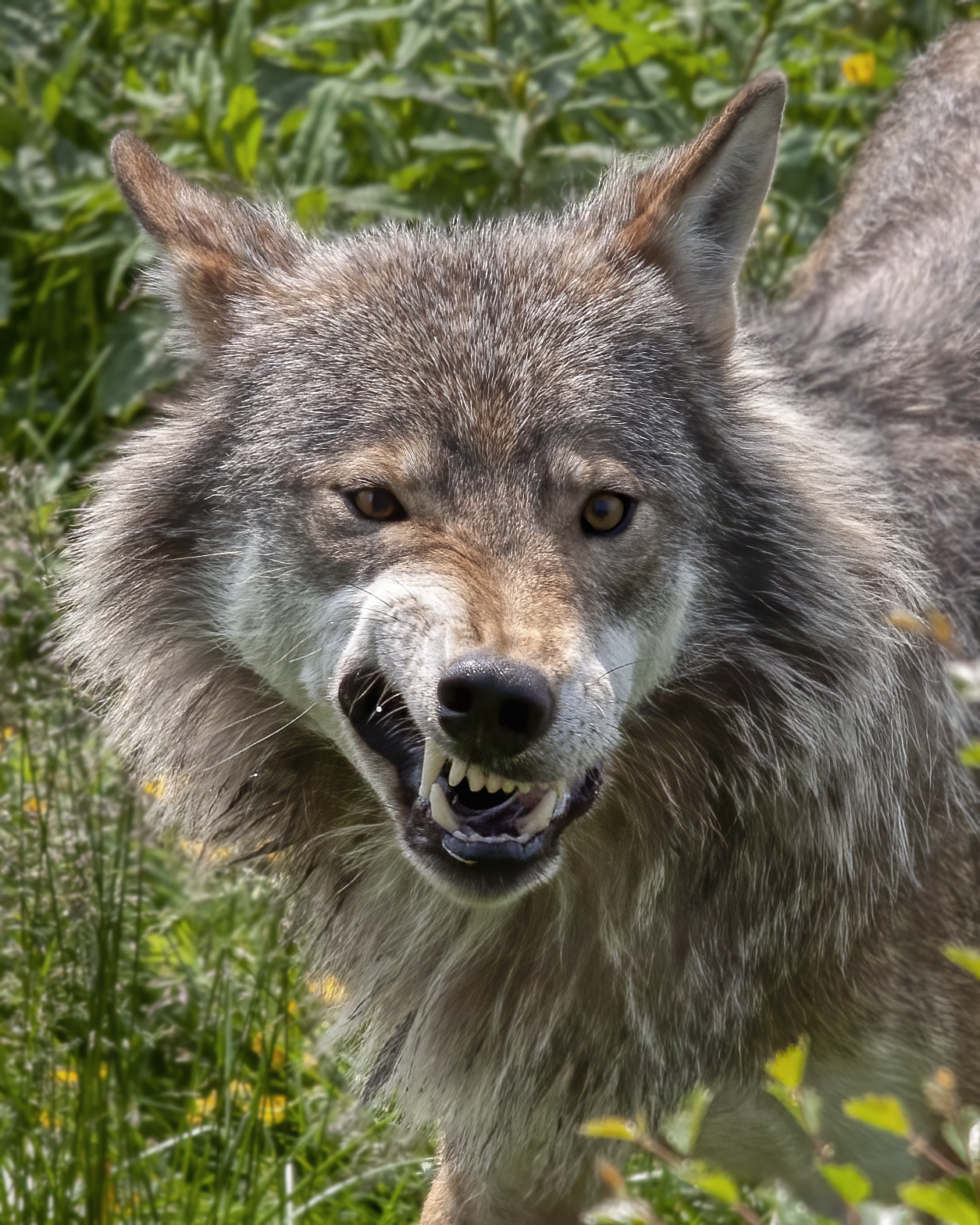
Loài sói có vai trò kiểm soát quần thể các loài gặm nhấm và các loài ăn cỏ

Vào những thập niên sau khi sói xám bị săn bắn đến tận diệt ở Mỹ, số lượng sói đồng cỏ tăng lên trong khi số lượng thỏ hoang và thỏ rừng suy giảm nhanh chóng. Từ Bờ Đông cho đến Bờ Tây, các loài thỏ chân to, thỏ đuôi trắng, thỏ tai to đuôi đen và thỏ lùn bị liệt vào danh sách những loài có nguy cơ biến mất. Một số loài hoàn toàn không còn cá thể nào ở một số địa phương. Các bằng chứng cho thấy chính loài sói đồng cỏ là nguyên nhân gây ra tình trạng này. Sau đó khi chó sói được phát triển trở lại thì sói đồng cỏ phát triển chừng mực hơn.
Trên khắp Bắc Mỹ, nơi nào có mặt của sói thì sói đồng cỏ sẽ ít đi. Thay vào đó, số lượng cáo đỏ, con mồi và đối thủ cạnh tranh của sói đồng cỏ, lại tăng lên. Trên phạm vi địa lý rộng lớn rằng sói xám sẽ chế ngự sói đồng cỏ và cứu giúp cho cáo, do cáo có kích thước nhỏ và không cạnh tranh với sói, từ đó, cáo được hưởng lợi từ việc sói chế ngự sói đồng cỏ. Thành công của việc đưa loài sói trở lại Yellowstone và phản ứng tích cực của hệ sinh thái trước việc này đã khiến một số nhà khoa học đang xem xét đưa loài dingo trở lại môi trường sống nguyên thủy của chúng.
Đối thủ cạnh tranh với chúng là sói đồng cỏ Bắc Mỹ cũng trở thành nạn nhân vì sói đồng cỏ rất sợ sói xám, người ta đã từng chứng kiến sự hung dữ của đàn sói trước sói đồng cỏ ở Yellowstone. Sói sẽ săn đuổi sói đồng cỏ, giết chết chúng và thậm chí đôi khi còn ăn thịt chúng. Sói không hề ưa sói đồng cỏ chút nào. Ở Thung lũng Sông Lamar trong Yellowstone, mật độ sói đồng cỏ đã giảm gần 40% sau khi sói xám được thả vào rừng. Ở công viên quốc gia Grand Teton gần đó, mật độ sói đồng cỏ đã giảm 30% trước sự hiện diện của bầy sói. Loài linh dương sừng nhánh, con mồi của sói đồng cỏ, đã sống sót nhiều hơn khi sói xám xuất hiện trở lại và có ít sói đồng cỏ trong môi trường hơn.
Ở Mông Cổ, có tục thờ sói (Totem sói) vì người Mông Cổ cho rằng sói chính là vị cứu tinh của đồng cỏ, họ xem sói là do trời sai xuống để bảo vệ đồng cỏ, sói không còn thì thảo nguyên cũng không còn, sói không phải là kẻ thù của họ. Sói chính là người bảo vệ thảo nguyên. Thảo nguyên có bốn đại họa: chuột, thỏ, rái cá cạn và dê vàng vì chúng tận diệt đồng cỏ. Sói bắt chuột, bắt thỏ, bắt rái cá, đuổi dê vàng. Mùa đông trên thảo nguyên, súc vật chết bị đóng băng, đến mùa xuân khi băng tan, thịt súc vật bắt đầu thối rữa, chính sói lại là người dọn sạch những mầm dịch cho thảo nguyên, điều này đã biết với sự nhìn nhận rằng những loài thú săn mồi hàng đầu như sói có thể có tác động sâu sắc và làm phong phú thêm sự đa dạng sinh học.

### Chó hoang
Ở Úc có nhiều giống loài ở đây nguyên nhân chính khiến chúng tuyệt chủng đến từ hai loài thú săn mồi xâm hại là loài cáo đỏ và mèo hoang. Việc săn mồi của cáo đỏ và mèo hoang chính là nhân tố chủ chốt khiến cho nhiều loài gặm nhấm, động vật có túi và loài chim bản địa suy giảm số lượng hoặc tuyệt chủng. Cáo đỏ và mèo hoang không phải là loài thú săn mồi bậc cao ở Úc. Chúng chỉ là những con thú có kích thước nhỏ, nặng trung bình 6 kg và 4 kg. Những loài động vật có túi săn mồi lớn hơn một thời từng thống trị ở Úc nhưng giờ đây chúng chỉ còn lại tro và xương. Ngày nay, loài chó hoang dingo mới là loài săn mồi ở nấc thang trên cùng ở Úc.
Trong số 30 giống loài đã bị tuyệt chủng ở Úc thì ít nhất 20 loài tuyệt chủng là do sự săn mồi của cáo đỏ và mèo hoang do không còn chó dingo, khi dingo trở lại thì sẽ có ít cáo và mèo hơn nên các loài thú nhỏ khác sẽ có khả năng sống sót cao hơn. Khi liên hệ sự phân bố của chó dingo, cáo và động vật có vú nhỏ với nhau, có một xu hướng nhất quán là nơi nào có mặt chó dingo, nơi đó có ít cáo và nhiều động vật nhỏ hơn. Do chó dingo và cáo cạnh tranh nhau để săn cùng loại các con mồi, dễ dàng hình dung ra loài dingo to lớn hơn dùng sức mạnh để chế ngự loài cáo. Điều này cũng giống như loài sói chế ngự sói đồng cỏ ở Bắc Mỹ. Khi so sánh các địa điểm ở cả hai phía hàng rào và nhận thấy ở phía có dingo có nhiều động vật có vú cỡ nhỏ hơn. ngoài ra, loài cáo ít hiện diện hơn ở phía có chó dingo.
Ở Nga, để phòng tránh lây nhiễm từ những con chó hoang bị bệnh, một số người dân yêu cầu chính quyền triệt tiêu chó hoang ở Moskva nhưng nếu tiêu diệt toàn bộ chó hoang ở Moskva, thì những con chó hoang mang bệnh truyền nhiễm từ nơi khác sẽ tìm đến thế chỗ, vì rào chắn sinh học do chó hoang Moskva dựng lên và giữ vững từ lâu sẽ bị triệt bỏ. Bức tranh môi trường lây nhiễm sẽ trở nên hỗn độn và khó lường, tình hình dịch bệnh cũng vì thế mà trở nên tồi tệ hơn, khó kiểm soát hơn và khó có thể thanh toán nạn chó hoang ở Moskva một cách thực sự.

### Loài sư tử
Chó hoang châu Phi là loài ăn thịt đang bị đe dọa nhất ở châu Phi, một thống kê số lượng hồi năm 2012 cho thấy số lượng loài này hiện chỉ còn chưa tới 1.400 con trưởng thành. Trung bình cứ trong 10 con chó hoang trưởng thành thì có con bị sư tử giết, còn ở chó non thì tỷ lệ này là ba con. Cuộc xung đột giữa chó hoang và sư tử ở Khu bảo tồn Thung lũng Savé thuộc Zimbabwe. Khu bảo tồn nhận được ba con sư tử hồi năm 1995 và đến năm 1999 thì có chưa tới mười con. Thêm 10 con nữa được thả vào rừng năm 2005 và số lượng sư tử đã vượt quá 100 con cho đến cuối thập niên 2000. Trong khi đó, vào những năm 1990 chó hoang thống trị khu bảo tồn này và số lượng của chúng đạt đỉnh vào năm 2004.
Số lượng sư tử tăng lên đã gây suy giảm số lượng chó hoang. Đàn sư tử thích đi săn ở những khu vực có nhiều linh dương, do đó để tránh sư tử chó hoang phải dời hang đến những nơi hiểm trở có ít linh dương. Ngay cả khi đó, số lượng trong đàn của chúng đã giảm đến một phần ba và số lượng con non giảm còn một nửa. Ít nhất 30% chó hoang trưởng thành và 70% con non chết là do sư tử trong giai đoạn 2010-2013. Điều này không hề xảy ra trong thời kỳ 1996-1999. Vấn đề là chó hoang phải ở gần hang trong vòng ba tháng để nuôi con khiến chúng trở thành con mồi dễ dàng cho đàn sư tử. Chó hoang chỉ sinh sản mỗi năm một lần và sư tử sát hại nhiều con non hơn là số lượng được sinh ra. Do đó, khi đưa sư tử quay trở lại, khu bảo tồn Thung lũng Savé đã đánh đổi bằng đàn chó hoang.